# Гръцки проект
Гръцкият проект (на руски: Греческий проект) е план на руската императрица Екатерина II от 1780-те години за разрешаване на Източния въпрос.
Предвижда подялба на Османската империя между Руската империя и Хабсбургската монархия и възстановяване на Византийската империя с територия включваща Константинопол, Тракия, Македония, с българските земи и със Северна Гърция, начело с нейния внук Константин Павлович. Предвижда се и създаването на буферна държава - между Русия, Австрия и новата държава под името Дакия, която съвпада приблизително с територията на днешна Румъния и начело на която ще застане княз Григорий Потьомкин, фаворит на императрицата. Екатерина обсъжда плана си с император Йозеф II, но опасенията на другите Велики сили, най-вече на Франция и Великобритания, блокират неговото осъществяване.

## Извори
| „ | Но ако, с Божията помощ, ми се удаде възможност да освободя Европа от врага на християнския род, Ваше Императорско Величество не би ми отказало помощ във възстановяването на старата гръцка монархия върху развалините на падналото варварско управление, което сега още господства, при условие, че поема отговорността да запазя така възстановената монархия незавасима от моята. | “ |
| Из писмо на императрица Екатерина Алексеевна до императора на Свещената Римска империя Йозеф II Хабсбургски, 10(21) септември 1782 | |   |